# Creme depilatório
Um creme depilatório consiste num creme com composições químicas que deixa o pelo mole ficando assim fácil a retirada. De acordo com o dermatologista Jardis Volpe, os tais cremes funcionam "porque são fabricados à base de substâncias químicas que literalmente dissolvem a haste do pelo, quebrando as ligações químicas que mantêm a sua integridade".